# Valdštejnská lodžie
Valdštejnská lodžie stojí na okraji Sedliček, části města Jičína, se kterým je spojena 2 km dlouhou lipovou alejí.

## Historie

### Doba Albrechta z Valdštejna
Až do počátku 17. století bývala pod vrchem Zebín pouze obora. Ve dvacátých letech 17. století se zde však Albrecht z Valdštejna rozhodl vybudovat také příměstské reprezentační sídlo s rozsáhlými zahradami, jako součást velkolepé přestavby Jičína na vévodskou rezidenci. Plánované zahrady i samotný letohrádek snad mohly v mnohém připomínat souběžně budovanou pražskou Valdštejnskou zahradu. Dominantním prvkem celého komplexu je monumentální stavba samotné Lodžie, v přední části sloužící jako sala terrena, v zadní části nabízející komfort příměstské vily. Za Lodžií se nachází čestný dvůr, sloužící původně jako hospodářské zázemí. Před Lodžií se potom rozkládají samotné zahrady. Měly být geometricky uspořádané a vybavené nejrůznějšími prvky manýristické i raně barokní zahradní architektury - nacházet se tu zřejmě měly fontány, grotty nebo velký bazén. Na stavbě se podílelo několik architektů - Andrea Spezza, Niccolo Sebregondi, Giovanni Pieroni - pro nedostatek písemných pramenů je však obtížné určit, který z nich měl na stavbě letohrádku největší zásluhy.

Lodžie byla vybudována nejen jako svébytný komplex, ale také jako součást celku většího. Leží totiž na ose Valdštejnovy barokní komponované krajiny, která v jeden celek spojovala vrch a stejnojmenný hrad Veliš (později zbořený), město Jičín a kartuziánský klášter ve Valdicích. Tato osa měla být mezi Jičínem a Valdicemi ještě zdůrazněna velkolepou čtyřřadou lipovou alejí. Vysázená však byla pouze část mezi Jičínem a Lodžií, poslední necelý kilometr aleje zůstal nerealizovaný.

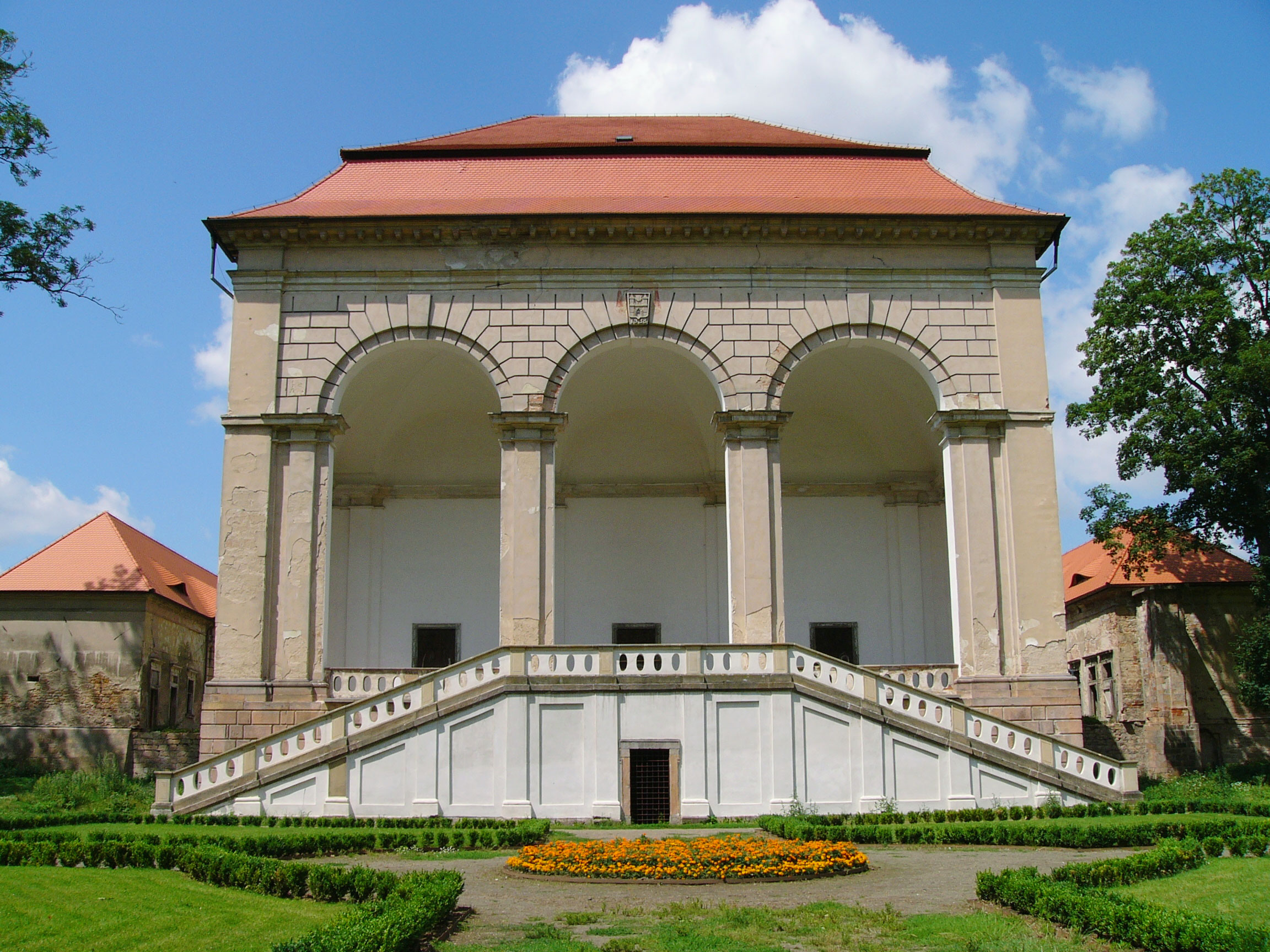
Valdštejnská lodžie před rekonstrukcí

Areál "valdického casina", jak ho sám Valdštejn nejčastěji jmenoval, měl tedy skýtat klidné útočiště pro vévodův odpočinek, ale i nabízet reprezentativní prostory pro neformální jednání či pořádání barokních slavností.[zdroj?]
Podobně jako celá řada dalších valdštejnských staveb na Jičínsku však nebyla Lodžie nikdy dokončena. Zejména to platí o interiéru hlavního objektu, kde nebyla vybudována horní patra a také veliké oválné točité schodiště. Po Valdštejnově smrti v roce 1634 zůstal celý objekt na dlouhou dobu prakticky opuštěný a nedokončený.

### Pozdější vývoj
Na přelomu 18. a 19. století byla na příkaz Ferdinanda Trauttmansdorffa Lodžie částečně dokončena a přetvořena na klasicistní letohrádek. Rekonstrukce však rezignovala na zpřístupnění horních pater i na původně zamýšlené monumentální schodiště.
V roce 1813 se zde konaly slavnosti pro císaře Františka I., který v Jičíně a okolí spolu s ruským carem Alexandrem I. a pruským králem Fridrichem Vilémem III. vyjednával vznik nové protinapoleonské koalice.
Lodžii jako klasicistní letohrádek však Trauttmansdorffové příliš nevyužívali a celý objekt brzy začal opět pustnout a chátrat. Ve 30. letech tak projevilo o areál zájem město Jičín a v roce 1936 ho, spolu s přilehlou oboru a bažantnicí, odkoupilo. Libosad se stal populárním cílem vycházek, byla v plánu rekonstrukce areálu, nakonec se ale uskutečnily pouze drobné úpravy.
V následujících desetiletích nebyl areál nijak systematicky využíván ani opravován. Části Čestného dvora byly využívány pro čistě technické účely, např. skladování zemědělských strojů, interiéry hlavní budovy byly veřejnosti nepřístupné a postupně se zhoršoval celkový stav památky, který v 90. letech začal být skutečně alarmující.

## Současnost

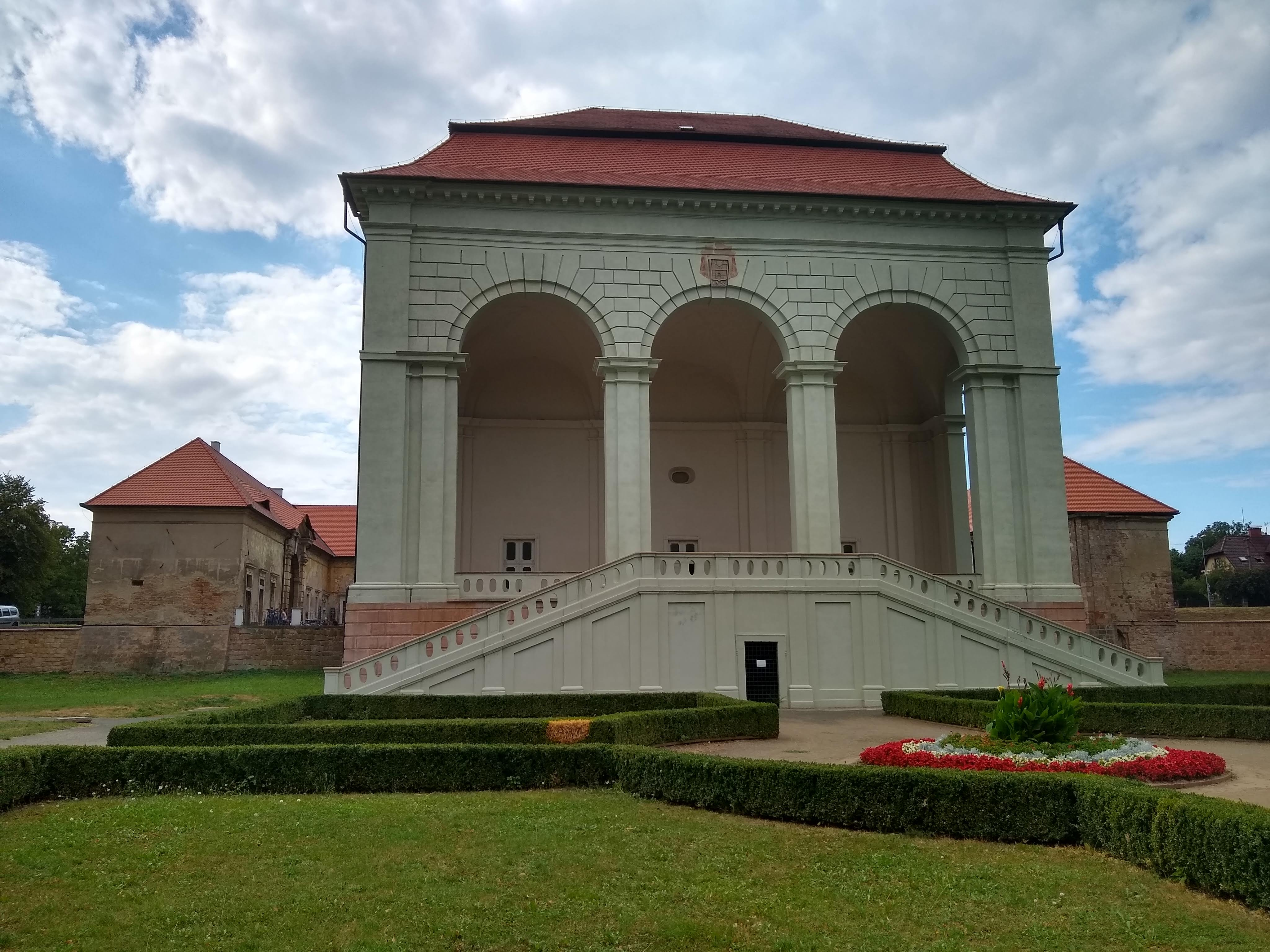
Současná podoba Valdštejnské lodžie (2018)

V posledních letech probíhají postupné rekonstrukce, které umožnily areál otevřít veřejnosti. Čestný dvůr i Lodžie dostaly nové střechy, Lodžie také fasádu. Opravena a nově vydlážděna byla také terasa a schodiště, zrekonstruovány byly tarasní zdi Libosadu a interiéry celé jihozápadní poloviny Čestného dvora a další rekonstrukce by měly následovat.
Památka je stále v majetku města, provozovatelem je Valdštejnské imaginárium, z. ú. V roce 2015 byla v jihozápadní části Čestného dvora otevřena kavárna Café Loggie. Celý areál je během roku dějištěm pravidelných kulturních akcí, využívajících netradiční snovou atmosféru zapomenutého letohrádku.